# Adriano Attus
Adriano Attus (Sanremo, 21 settembre 1971) è un giornalista, grafico e artista italiano.
Dal 2013 è direttore creativo del quotidiano Il Sole 24 Ore.

## Biografia

### Formazione
Ha frequentato e si è formato presso il Cfp Bauer di Milano, specializzandosi in Comunicazione Pubblicitaria, Desk Top Publishing e Web Design.

### Giornalista visivo
Inizia la sua attività di grafico con Fulvia Serra curando per Fabbri Editore il lettering dell'edizione italiana di Detective Comics con le storie di Batman degli anni 1939/40.
Continua la sua carriera di grafico editoriale nel gruppo Universo per approdare in Rizzoli nel 1995 a Novella 2000. Per lo stesso gruppo collabora con Bravacasa, Capital, Oggi, Max e Il Mondo, dove inizia la sua attività di giornalista visivo. Cura il restyling di Novella 2000 e de Il Mondo prima di approdare in Mondadori per coordinare il lancio di Panorama Economy con Roberto - Nini - Briglia e Paolo Madron.
Art director del business magazine di Segrate, viene invitato dal direttore Pietro Calabrese a seguire le cover di Panorama.
Dai Periodici al Quotidiano il passo è breve e approda all'Ufficio Grafico del Sole 24 Ore nel 2008 con il direttore Ferruccio de Bortoli. Collabora quindi con Gianni Riotta al restyling in versione tabloid del supplemento domenica e al progetto del nuovo e pluripremiato magazine digitale La Vita Nòva.
Assume il ruolo di direttore creativo con Roberto Napoletano, coordinando le uscite dei supplementi settimanali Casa24, Moda24, Plus24 e progettando i nuovi Quotidiani Verticali Digitali del Gruppo. Insieme al direttore Nicoletta Polla-Mattiot contribuisce al lancio della versione italiana del mensile How To Spend It, in collaborazione con l'editore Financial Times.
Sotto la direzione di Fabio Tamburini, firma come co-autore il restyling de Il Sole 24 Ore con Francesco Narracci e lo studio Tomo Tomo (di Davide Di Gennaro e Luca Pitoni).
Dal 2016 insegna Trattamento Grafico dell'Informazione presso Libera università di lingue e comunicazione IULM di Milano al Master in Giornalismo (direttore 2016-2018 Stefano Bartezzaghi; direttore dal 2019 Daniele Manca).

### Grafico
Come designer Attus realizza infografiche, loghi, immagini coordinate, illustrazioni, copertine e poster. Nel 2012 progetta le “handmade data visualization” per il canale Moda24 del Sole 24 Ore e partecipa al progetto "Infodata" con Michela Finizio e Luca Tremolada sull'edizione del lunedì del Sole 24 Ore.
Nel 2016, insieme a Luca Pitoni, studia l'immagine coordinata dell'Arcidiocesi di Milano.
In occasione della visita di Papa Francesco a Milano del 25 marzo 2017, Attus disegna il logo per l'evento e la relativa declinazione sui vari mezzi
Sviluppa l'immagine del Tertio Millennio Film Festival nel 2017 insieme al designer Marco Mezzadra e nel 2018 e del Festival Castiglione Cinema nel 2018 insieme a Gerardo Gallace e Andrea Marson.

### Artista
Parallelamente all'attività editoriale, Attus combina numeri e colori in una ricerca che è ormai diventata la cifra stilistica del suo lavoro di artista, esposto per la prima volta con Numerage, la verità nascosta alla Galleria L'Affiche di Milano nel 2015.
Seguono, tra le altre, la mostra personale Numerage #wearenotnumbers al Mudec Art Wall, Museo delle Culture, Milano (2015), la partecipazione ad Italian AXA Forum, Palazzo delle Esposizioni, Roma (2016), le personali Neometrie, Fondazione Mondadori, Milano (2017) e a maggio 2018 Numerage+Neometrie, Wild Mazzini Data Art Gallery, Torino.
Nel 2022, con la mostra Numerismi, a cura di Rosa Cascone, espone i propri lavori nella storica sede della Banca Cesare Ponti a Milano, in occasione dei 150 anni della banca stessa.
Partecipa con 20 opere all'asta benefica Berta Libera Tutt* organizzata il 5 maggio 2023 dalle Distillerie Berta a Mombaruzzo (AT) a favore dell'associazione Libera fondata da don Luigi Ciotti. L'asta, battuta dal manager director di Sotheby’s Italia, Filippo Lotti, vede aggiudicare tutti i lotti per un ricavato di 30000 €.
Di rilievo le esposizioni a Wopart (Works on paper Art Fair), Lugano 2017, alla Biennale di Lucca, Palazzo Ducale di Lucca (2018), Zagreb Full Color 2020, Zagabria (Croazia). Attus è stato finalista ad Art Rights Prize 2020, il primo Premio d’Arte Internazionale Virtuale.

## Libri
- Adriano Attus, 1, 2, 3 ARTE!, Milano, 24 Ore Cultura Kids - Gruppo 24 ORE, 2023, ISBN 978-88-6648-684-8.